# Quo vadis? (роман)
Quo vadis? (лат. Quo vadis) историјски је роман пољског књижевника и нобеловца Хенрика Сјенкјевича. Објављиван је у наставцима у часопису Пољска газета (Gazeta Polska) од 1895. до 1896, док је први пут у облику књиге штампан 1896. Роман је привукао велику међународну читалачку публику и преведен је на педесетак језика. Прво издање на енглеском језику из 1896. продато је у 600 000 примерка за 18 месеци, док је у Француској имао веће тираже него романи Емила Золе. Роман је на српски језик превео 1913. Лазар Р. Кнежевић, директор Прве београдске гимназије. Превод је у наредних сто година прештампаван у више од 20 издања што сведочи о великој читаности Сјенкјевичевог романа код српских читалаца. Упркос раширеном мишљењу, Сјенкјевич није добио Нобелову награду за књижевност за овај роман, већ је, као и сви други добитници, награђен за целокупно књижевно стваралаштво, а не појединачно дело.
Сјенкјевич је инспирацију за дело добио када је посетио са пријaтељем сликаром Хенринком Сјемирацким малу капелу у Риму, где је видео плочу са натписом Quo vadis? Ово питање везано је за апокрифну ранохришћанску легенду по којој је Свети Петар, бежећи из римске тамнице од прогона, сусрео отелотворење Исуса Христа. Када га је Петар упитао Quo vadis Domine? (куда идеш Господе?), Христ му је одговорио Romam eo iterum crucifigi (у Рим да будем поново разапет). Постиђен што бежи, Петар се вратио у Рим прихвативши да страда за своју веру.
У средишту заплета је љубавна прича између римског војсковође Марка Виниција и хришћанке Лигије у време Неронове владавине. Реалистичком методом описани су контрасти између владајућег, али декаденцијом уздрманог паганства и хришћанства у успону, између егоизма и љубави, луксуза царских палата и мемљиве скучености катакомби. Овим контрастом Сјенкјевич је уметнички представио период трансформације једног друштва из једног верског модела у други, као и двоструки темељ европске културе сачињен од паганства и хришћанства. Сјенкејвич је веровао да постоји сличност између хаоса и неморала претхришћанског паганског света и европског друштва са краја 19. века. Поред измишљених ликова у роману су присутни и разни историјски ликови попут Нерона, Петронија, Светог Петра и Светог Павла. Роман је адаптиран у неколико филмова, телевизијских серија, оперу и ораторијум.

## Заплет
Роман се састоји од 74 поглавља и епилога. Одиграва се у Старом Риму, за време владавине цара Нерона. Марко Виниције, млади римски војсковођа, враћа се у престоницу након низа победа римске војске. При повратку заљубљује се у Лигију, ћерку лигурског краља, која је, још док је била девојчица, остављена као талац и гаранција послушности варварског племена. Она је посредством своје заштитнице Помпоније примила хришћанство. У намери да је узме за своју љубавницу, Виниције је доводи уз помоћ свог ујака Петронија на Неронов двор. Лигији је као хришћанки одбојно оргијање римских племића и одбија насртљивост Марка Виниција. Убрзо је њен верни слуга Урсуз спашава и одводи из палате. Увређен и излуђен од љубоморе, Виниције покушава на свакојаке начине да је пронађе. То му омогућава Хилон, лицемерни и самопроглашени филозоф, који му открива да је девојка хришћанка, и да ће је сигурно пронаћи на тајној беседничкој вечери, где ће говорити Свети Петар. Виниције се прерушава и одлази на тај тајни састанак. Са собом води Кротона, најјачег гладијатора, не би ли му помогао при отмици Лигије. При покушају отмице, Урсуз лако убија гладијатора и напада Виниција, али га само рањава, пошто је Лигија одлучила да му у скаду са учењем хришћанске вере поштеди живот. Лигија и Урсуз негују римског патриција подучавајући га својој вери. Међутим, пошто открије да се полако заљубљује у римског младића, млада хришћанка опет бежи, пошто не жели да се везује за паганина. Виниције се осећа напуштеним, бесним, тужним, али и дубоко промењеним. Након повратка у свој дом, племенитије се понаша према својим робовима и не учествује у римским оргијама. Одлучује да оде код Светог Петра и да му затражи благослов, са обећањем да ће прећи у хришћанску веру, ако му да Лигију за жену. Пре венчања мора да проведе време у летњиковцу као Неронова пратња. Са собом води Светог Павла који га подучава хришћанској вери. Император Нерон, који је страствени песник, наређује да се подметне огромни пожар у Риму, не би ли пронашао инспирацију за своју песму. Пожар готово да уништава вечни град. Нерон, не би ли се спасио од бесног народа, оптужује за ову катастрофу хришћане и наређује њихово заробљавање. Међу заробљенима се налазе и Лигија и Урсуз. Нерон се садистички радује што ће уживати у болу Марка Виниција. У арени се наредних дана приређује игре на којима хришћане живе спаљују, разапињу на крст и на њих пуштају дивље звери. Последњег дана крвавих игара пред Урсузом пуштају огромног бика на коме је везана Лигија. Урсуз надахнут Исусом и поданичком љубављу према својој принцези убија бика и тиме одушевљава римски народ, који почиње углас да моли за милост и њихово ослобођење. Нерон их невољно ослобађа. Марко Виниције, Урсуз и Лигија одлазе на Сицилију не би ли започели нови живот далеко од Рима. Пошто римски прогони и даље трају, хришћани моле Светог Петра да побегне из Рима. Бежећи он сусреће отелотвореног Исуса, који му на Петрово питање куда иде (Quo vadis?) одговара да иде у Рим да га разапну по други пут уместо њега. Петар се посрамљен, али надахнут, враћа у вечни град и прихвата божију вољу да мученички страда. У Епилогу се даје опис Нероновог свргавања са власти и његовог самоубиства. Роман се завршава речима: 
| „ | И тако је прохујао Нерон, као што прохуји ветар, бура, пожар, рат или морија, а базилик Петров још влада са Ватиканскога брега градом и светом. А поред негдашње Капенске капије стоји данас мала капела са мало излизаним натписом: . | ” |